# Rainer Tscharke
Rainer Tscharke (n. 1 august 1942, Babelsberg, Statul Liber Prusia⁠(d), Germania) este un voleibalist ce a reprezentat Republica Democrată Germană, medaliat olimpic. A participat la 2 ediții ale Jocurilor Olimpice (1968, 1972) în care a câștigat o medalie de argint.